# Thomas & vennerne: For fuld damp!
Thomas & vennerne: For fuld damp! (eng. Thomas & Friends: Calling All Engines!) er en britisk film fra 2005 instrueret af Steve Asquith. Filmen er animeret af selskabet HIT Entertainment i samarbejde med 2 Entertain.

## Medvirkende

### Danske stemmer[1]
- Povl Dissing som fortæller

### Engelske stemmer
- Michael Angelis (GB)
- Michael Brandon (US)